# 제15군 (독일 국방군)
제15군(독일어: 15. Armee)은 제2차 세계 대전 당시 독일 육군의 야전군이었다.

## 역사
제15군은 1941년 1월 15일 점령된 프랑스에서 쿠르트 하제 장군의 지휘 하에 창설되었다. 이 부대는 파드칼레 지역의 점령 및 방어 임무를 맡았다.
연합군은 1944년 6월 오버로드 작전 기간 동안 서쪽으로 상륙했다. 그 후 제15군은 네덜란드로 철수하여 1944년 9월 마켓 가든 작전 기간 동안 연합군과 싸웠다.
이 부대는 스헬데 전투에서 제1캐나다군에게 패배했으며, 1944년 10월 24일 도르드레흐트에 있던 육군 본부는 제2전술공군의 호커 타이푼의 대규모 공격을 받았다. 이 공격으로 두 명의 장군과 70명의 다른 참모진이 사망했다..
네덜란드 다큐멘터리에 따르면 69명의 민간인 사상자와 일부 독일군 사상자가 있었지만 참모진 중 사망자는 없었다.
1944년 10월, 제15군은 네이메헌/에인트호번 돌출부에서 서쪽으로 진격하는 캐나다 제1군과 영국 제2군에 맞서 꿩 작전에서 계속 저항했다.
영국 제2군은 블랙콕 작전 기간 동안 루르 삼각지에서 제15군을 소탕하여 루르강과 부름강 너머로 밀어냈다. 이 부대는 휘르트겐 숲 전투에 참여했으며, 1945년 루르강을 따라 최종적으로 항복했다.
오늘날 프랑스 릴 북쪽에 있는 투르쿠앵에 있는 제15군의 옛 사령부는 1944년 6월 5일 박물관이라는 박물관이 되었다.

## 1944년 9월 전투 서열
- LXVII 군단, 보병대장 오토 스폰하이머
  - 제64보병사단 - 소장 크누트 에버딩 - 브레인켄 주머니에 갇혀 전멸함
  - 제70정지사단 - 중장 빌헬름 다저 - 스헬데의 남부 베벨란트와 발헤렌을 점령함
  - 제346보병사단 - 중장 에리히 디스텔
  - 제711정지사단 - 중장 요제프 라이헤르트
  - 제719해안사단 - 중장 칼 지버스 - 9월 4일 제1팔슈름군으로 전속됨.
- LXXXVIII 군단, 보병대장 한스볼프강 라인하르트
  - 제59보병사단 - 중장 발터 포페
  - 제85보병사단 - 중장 쿠르트 칠 - 이후 LXVII 군단으로 전속됨
  - 제245보병사단 - 상급대령 게르하르트 케글러 - 이후 LXVII 군단으로 전속됨
  - 제256보병사단 - 동부 전선 바그라티온 작전에서 전멸, 1944년 9/10월 네덜란드에서 재편성됨[3]
  - 제712보병사단 - 중장 프리드리히빌헬름 노이만

## 사령관
틀:Officeholder table start
틀:Officeholder table
틀:Officeholder table
틀:Officeholder table
틀:Officeholder table

|}

## 참고 문헌
- Tessin, Georg (1970). 〈Die Landstreifkräfte 15–30〉 [Ground forces 15 to 30]. 《Verbände und Truppen der deutschen Wehrmacht und Waffen-SS 1939-1945》 (독일어) 4. Osnabrück: Biblio.